# Yangbajing
Yangbajing (kinesiska: 羊八井, 羊八井镇) är en köping i Kina. Den ligger i den autonoma regionen Tibet, i den sydvästra delen av landet, omkring 74 kilometer nordväst om regionhuvudstaden Lhasa. Antalet invånare är 5 017. Befolkningen består av 2 475 kvinnor och 2 542 män. Barn under 15 år utgör 31 %, vuxna 15-64 år 62 %, och äldre över 65 år 5,0 %.
Genomsnittlig årsnederbörd är 722 millimeter. Den regnigaste månaden är juli, med i genomsnitt 233 mm nederbörd, och den torraste är januari, med 1 mm nederbörd.